# Paseo del Prado (Madrid)
El Paseo del Prado és el jardí històric urbà més antic de Madrid, declarat Bé d'Interès Cultural (BIC) i un dels seus bulevards més importants. S'articula segons un eix nord-sud, des de la plaça de Cibeles fins a la plaça de l'Emperador Carles V, popularment coneguda com a Glorieta d'Atocha. A meitat del recorregut conflueix amb la plaça de la Lealtad i amb la plaça de Cánovas del Castillo, on se situa la font de Neptú.
Juntament amb el passeig de la Castellana i el passeig de Recoletos, que s'estenen al nord, conforma un dels principals eixos viaris de la ciutat, conegut com a eix Prado-Recoletos, en connectar la zona septentrional de la mateixa amb la meridional.
En el terreny cultural, el passeig del Prado alberga un dels principals focus museístics d'Espanya. S'hi situen el Museu del Prado i el Museu Thyssen-Bornemisza i als voltants es troba el Centre d'Art Reina Sofia, promocionats turísticament sota la denominació de Passeig o Triangle de l'Art.
En aquest passeig també es troben diferents monuments i recintes d'interès historicoartístic, aixecats al segle xviii dins el projecte urbanístic del Salón del Prado, a més de nombrosos motius ornamentals i paisatgístics. Destaquen l'Edifici Villanueva, seu principal del Museu del Prado, el Reial Jardí Botànic de Madrid i els conjunts escultòrics de les fonts de Neptú, Cibeles i Apol·lo.
El 27 de gener de 2015 el «Lloc del Retiro i el Prado a Madrid» van ser inscrits a la Llista Indicativa d'Espanya del Patrimoni de la Humanitat, en la categoria de bé cultural (núm. Ref 5977). El 25 de juliol de 2021 van ser finalment declarats Patrimoni de la Humanitat com a paisatge cultural.